# Rubén Baraja
Rubén Baraja Vegas [rubén baracha] (* 11. července 1975, Valladolid, Španělsko) je bývalý španělský fotbalový záložník a reprezentant, později trenér. V srpnu 2020 byl představen jako nový hlavní kouč Realu Zaragoza, o týden později pak u něj byla potvrzena nákaza nemocí covid-19.
Jeho bratrem je Javier Baraja, rovněž fotbalista.

## Klubová kariéra
Baraja hrál v Realu Valladolid, v Atléticu Madrid a nakonec ve Valencii. Nejúspěšnější období zažil ve Valencii, se kterou vyhrál mj. Pohár UEFA 2003/04 a Superpohár UEFA 2004.

## Reprezentační kariéra
Rubén Baraja byl členem španělské mládežnické reprezentace U18.
V A-mužstvu Španělska debutoval 7. 10. 2000 v kvalifikačním utkání v Madridu proti týmu Izraele (výhra 2:0).
Zúčastnil se Mistrovství světa ve fotbale 2002 v Jižní Koreji a Japonsku a EURA 2004 v Portugalsku. Celkem odehrál v letech 2000–2005 ve španělském národním týmu 43 zápasů a vstřelil 7 gólů.